# Pétroglyphes de la vallée du Ielangach
Les pétroglyphes de la vallée du Ielangach (en russe : Петроглифы долины реки Елангаш, Petroglyphy doliny reki Ielangach) sont des gravures rupestres datant de l'Âge du bronze final jusqu'à la période historique, situées le long de la rivière Ielangach, en république de l'Altaï, en Sibérie, en Russie.

## Situation

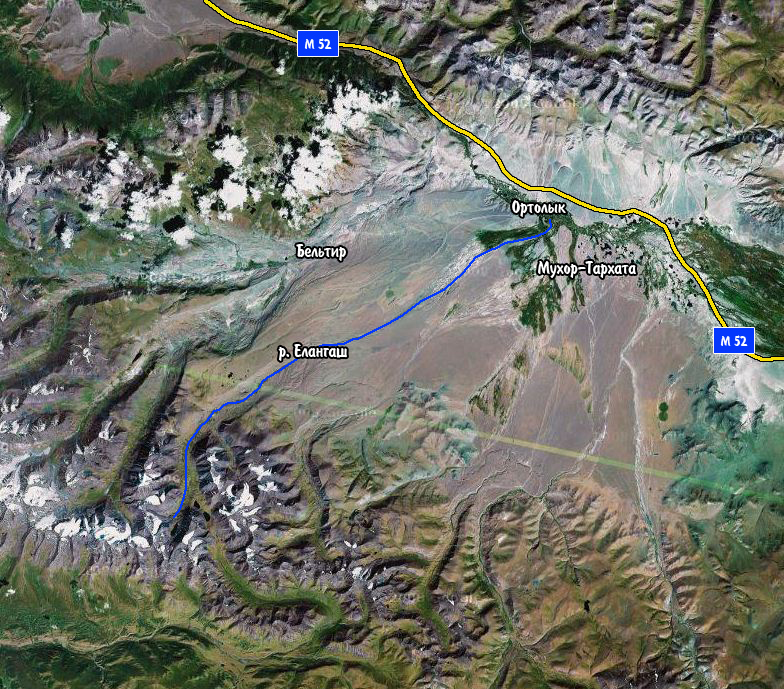
Tracé du Ielangach

Les pétroglyphes sont situés dans la vallée de la rivière Ielangach. Cette rivière prend sa source dans la Tchouïa du Sud, puis s'écoule vers le nord-est en traversant la steppe de la Tchouïa, avant de se jeter dans la Tchouïa au niveau du village d'Ortolyk.
Les pétroglyphes se trouvent sur les deux rives de la rivière, sur une longueur de 18 km et jusqu'à 1,5 km de large, dans la partie amont de la rivière. Le village le plus proche est celui de Beltir, à une quinzaine de kilomètres au nord, en aval de la rivière. Les gravures rupestres ont été faites sur des rochers érodés par un ancien glacier du Pléistocène.
Cet endroit se trouve entièrement dans le raïon de Koch-Agatch, raïon le plus méridional de la république de l'Altaï, en Russie sibérienne, tout près de la Mongolie et de la Chine. La route la plus proche est la route de la Tchouïa, notée R256, et la ville la plus proche est Koch-Agatch, avec environ 8 000 habitants.

## Historique
Le site a été découvert en 1881 par l'ingénieur M. A. Brechtchinski, qui était dans la région afin de construire la route de la Tchouïa. Ce n'est cependant qu'à partir de la fin des années 1960 que l'étude des gravures rupestres a commencé dans le Haut-Altaï, avec l'aide de la branche sibérienne de l'Académie des sciences de Russie.
Entre 1969 et 1985, plus de 30 000 gravures ont été relevées, dont environ la moitié n'ont pas encore été publiées.

## Datation
La datation des pétroglyphes couvre une large période, du Ier millénaire av. J.-C. jusqu'au VIIe siècle apr. J.-C. Les pétroglyphes peuvent être divisés en trois grands groupes chronologiques :
- Période pré-sycthe ;
- Période scythe (culture pazyryk) ;
- Période turque.

## Description
Les pétroglyphes représentent de très nombreuses scènes de chasse et des animaux, avec des béliers, cerfs, chameaux, chevaux, chèvres, léopards des neiges, marals, taureaux, wapitis, yacks et autres, dont des animaux domestiques. Il y a aussi des cavaliers, des archers, des guerriers, et des animaux fantastiques, imaginaires. On trouve aussi plus de 80 gravures représentant des chars et autres véhicules tractés. Les chars sont attribués à la culture du Karassouk, qui existait avant les Scythes dans le sud de la Sibérie,,.

## Analyse
Malgré l'absence de consensus sur la motivation de ces gravures, on a suggéré qu'un ancien sanctuaire des habitants de la région se trouvait dans la vallée. Selon d'autres théories, la vallée aurait fait partie de l'ancienne route de la Tchouïa, et la vallée était un endroit de repos après la traversée des cols de la Tchouïa du Sud.

## Galerie

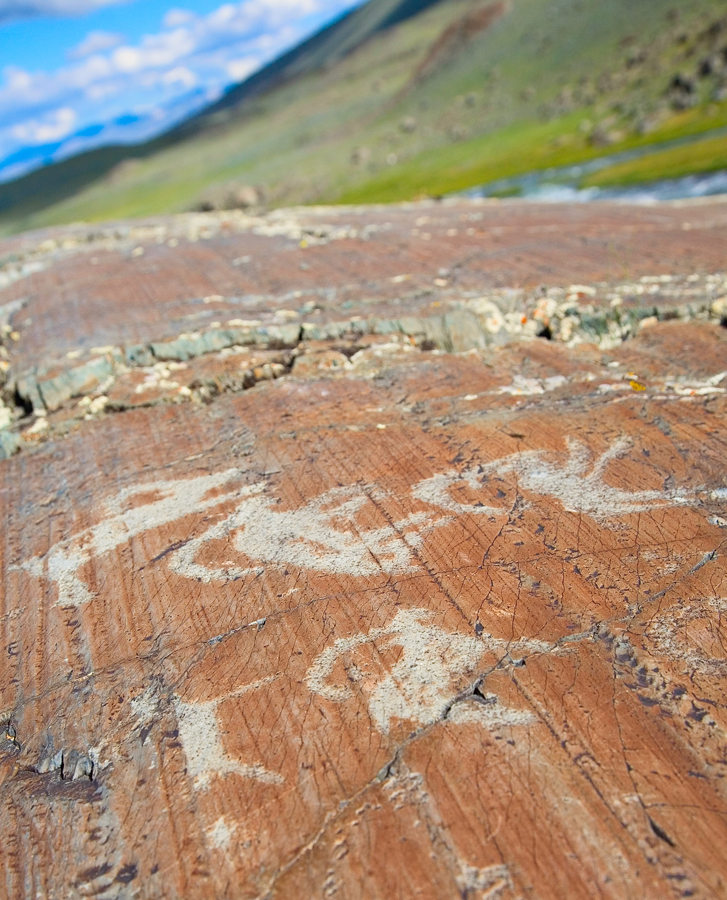
Des cerfs.
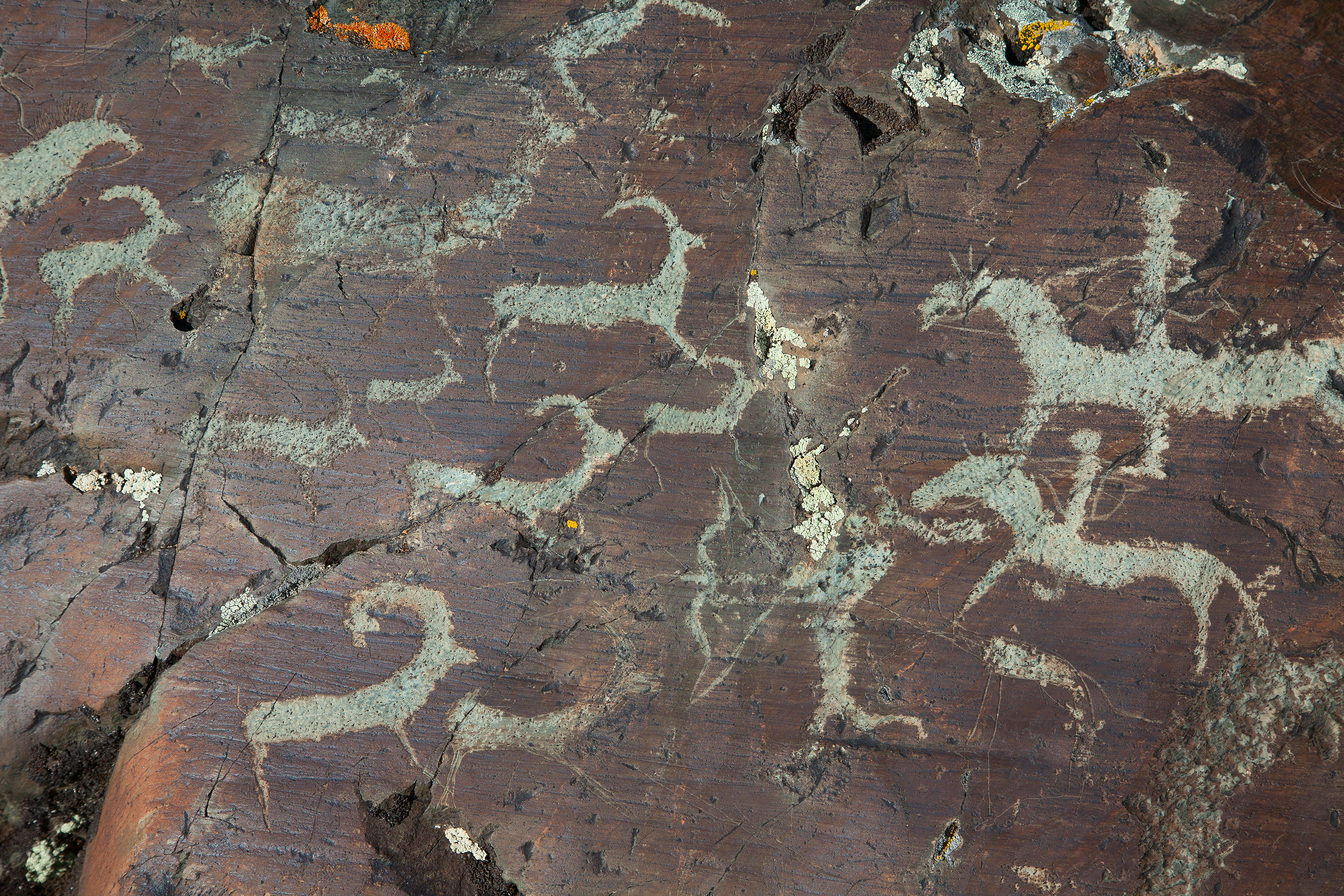
Une scène de chasse de l'époque turque.
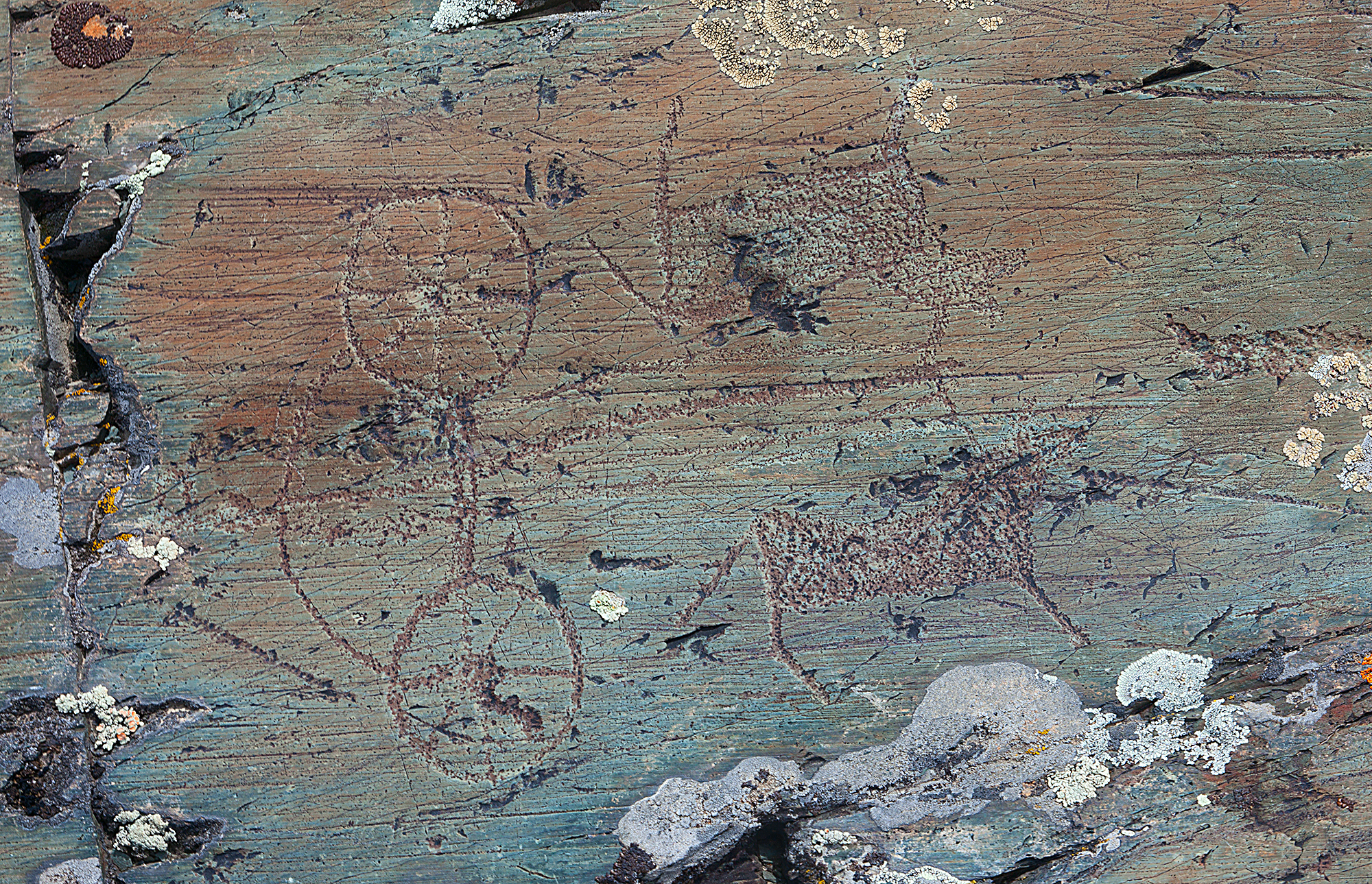
Un chariot de l'Âge du bronze.
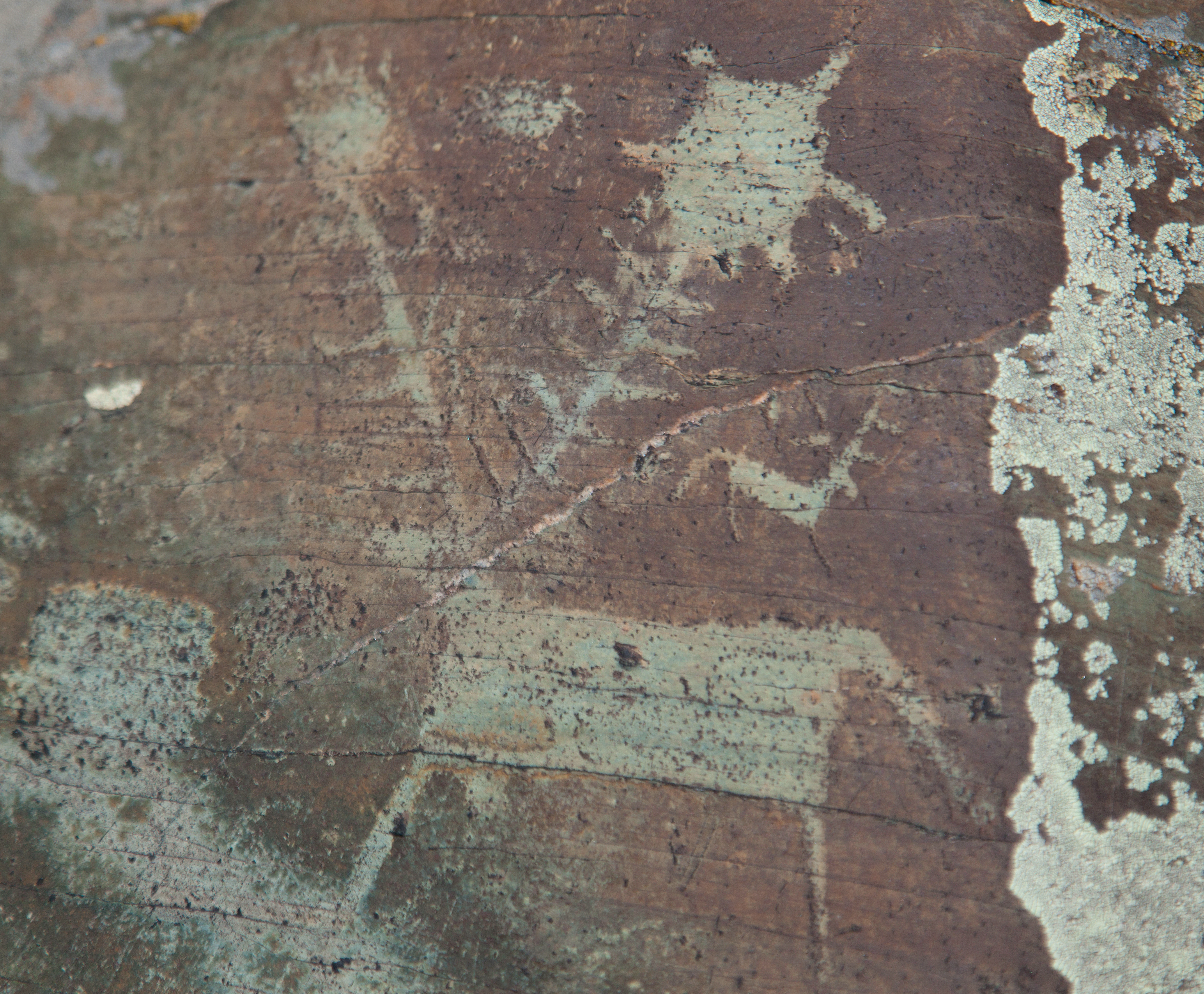
Un wapiti
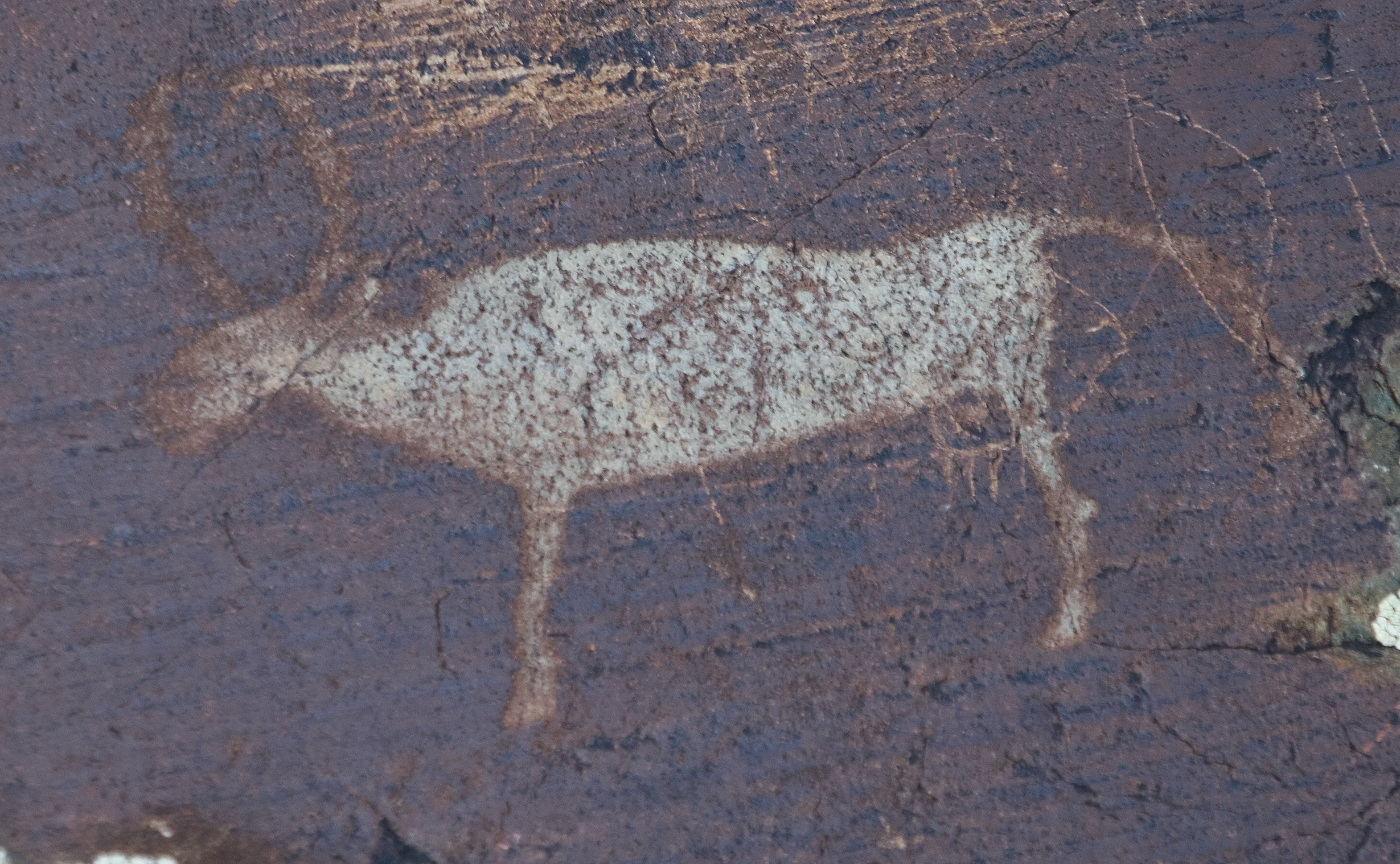
Un taureau.
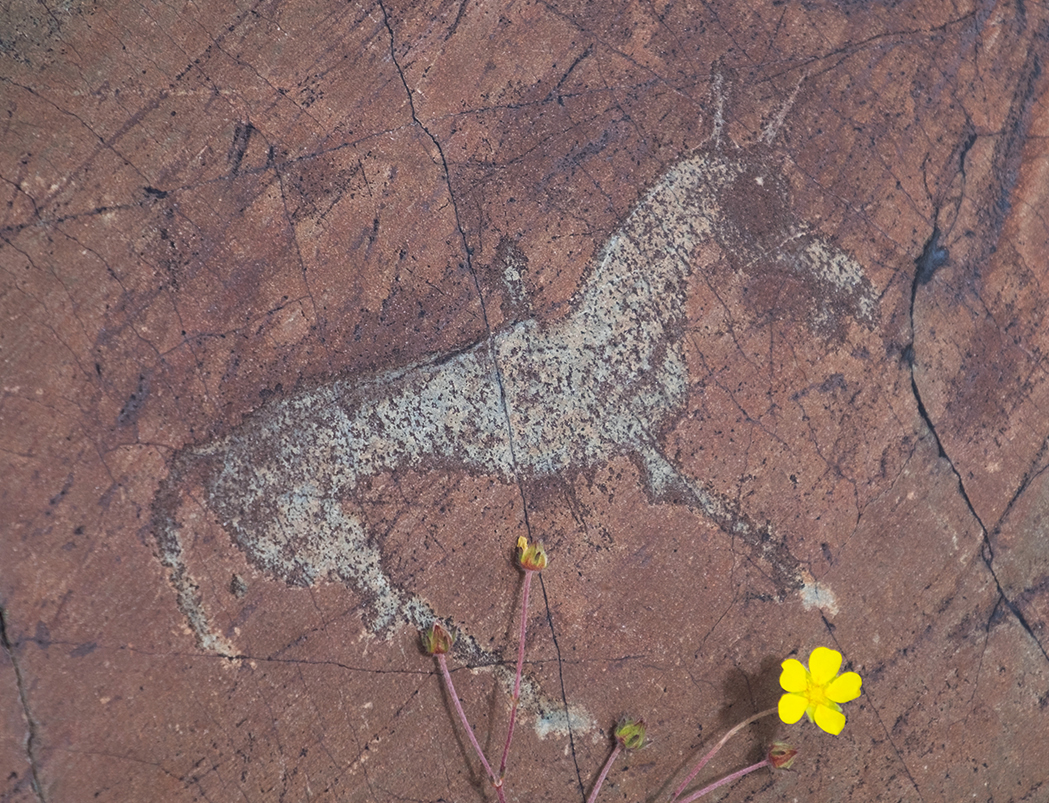
Un cheval.